# James Redfield
James Redfield, född 19 mars 1950, är en amerikansk författare och terapeut. Han slog igenom med bästsäljaren Den nionde insikten, som kom ut 1993 på eget förlag.

## Biografi
Redfield är uppväxt på landet nära Birmingham i Alabama. Han växte upp inom en metodistförsamling, men studerade även daoism och zen.
Han utbildade sig till terapeut, något som han sedan arbetade som i mer än 15 år. Vid sidan av studerade han andliga teorier och psykiska fenomen som skulle kunna hjälpa hans klienter.
1989 slutade han sitt jobb som terapeut för att skriva på heltid. Redfields tidiga verk är fackböcker som behandlar ämnen som interaktiv psykologi, öster- och västerländska filosofier, vetenskap, framtidsfilosofi, ekologi, historia och mystik.
När Redfield 1992 gav ut sin första roman, Den nionde insikten, mottogs den väl i den nyandliga vågen och räknas som en av de mest framgångsrika självpublicerade böckerna genom tiderna. Efteråt har Warner Books köpt rättigheterna och publicerade en inbunden utgåva i mars 1994. Boken klättrade snabbt på New York Times Bestseller-lista och stannade där i över tre år. I maj 2005 hade Den nionde insikten sålt i över 20 miljoner exemplar världen över och hade översatts till 34 språk. 1996 kom uppföljaren, Den tionde insikten, vilken även den blev en storsäljare.
Den nionde insikten har även filmatiserats och hade premiär 2006.